# Norna Gästs saga

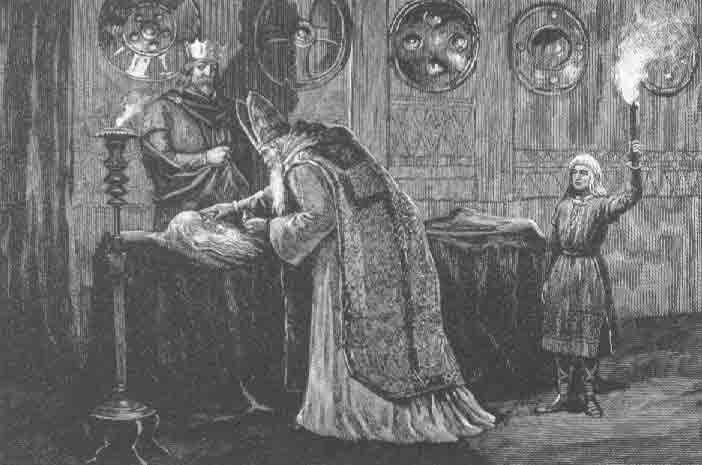
Norna-Gests död.

Norna-Gästs saga (även Gest eller Gestr) är en fornaldarsaga, bevarad bland annat i Flatöboken från slutet av 1300-talet.
Den handlar om Norna-Gest, en 300 år gammal dansk, som gästade Olav Tryggvason och lät döpa sig hos honom. Till hans vagga hade kommit de tre nornorna. Två utlovade lycka och välgång, men den tredje förklarade att han inte skulle leva längre än det ljus brann, som stod bredvid vaggan. Den äldsta nornan släckte då ljuset och bad modern gömma det. Norna-Gest förde det sedan med sig och tände det åter efter sitt dop.